# Lillebælt
Lillebælt er sundet mellem Fyn og Jylland og forbinder Kattegat med Østersøen. Lillebælt har en maksimal dybde på ca. 80 meter og er dybere end Storebælt.[kilde mangler] Det dybeste sted er Hundedyb vest for Fænø på 81 m.[kilde mangler] Bl.a. på grund af dybden står bæltet for cirka 10 % af vandudskiftningen mellem den indre Østersø og Kattegat.[kilde mangler] Lillebælt har med sine store dybder og centrale placering været en handelsvej for skibe i mange hundrede år. Bæltet er eftertragtet dykkerområde pga. de store, klare dybder, arkæologiske fund og skibsvrag fra bl.a. verdenskrigene.
Bæltet nævnes i den tyske nationalsang som den nordlige grænse.

## Geologi
Lillebæltsområdet er skabt af flere randmoræner, hvoraf den første blev dannet under den gammelbaltiske istid for ca. 22-25.000 år siden. Et par tusinde år senere trængte Nordøstisen frem fra øst og påvirkede området. For ca. 14-15.000 år siden kom den ungbaltiske is til området fra syd og sydøst, og en del af denne is blev til Lillebæltgletcheren, som formede området til storbakket, kuperet terræn med tilhørende dybe fjorde. Området ligger på grænsen af det uregelmæssige morænelandskab, som blev skabt under den sidste istid, Weichsel, af randmoræner.
De tydelige tunneldale er dannet af smeltevandet. Hovedstilstandslinjen, der var aflejret af Nordøstisen, er den ældste i området. Endnu yngre israndslinjer findes i området. Jordbunden består hovedsagelig af moræneler fra den sidste istid, Weichsel.
Efter istiden, ca. 9.000 f.Kr. og de næste ca. 7.000 år frem, steg temperaturen og området prægedes i Holocænperioden af globale, klimatiske ændringer og mere lokale geologiske forhold.

## Geografi
Kommer man sejlende nordfra, strækker Lillebælt sig fra Juelsminde i nord til Als i syd, og bæltet har et uregelmæssigt forløb. Det nordligste og bredeste stykke er over 15 km bredt og snævrer sig ind mod sydvest til det smalleste stykke mellem Fyn og Jylland, der er ca. 1 km bredt. Det hedder Snævringen, og her er Lillebæltsbroen (1935) placeret. Syd for Fænø bliver bæltet bredere og bredere og munder ud i et ca. 10 km bredt stykke, der forsætter sydpå til Als og Sydfynske øhav. Bæltets vestlige kyststrækning er mest præget af uregelmæssige fjorde, og langs hele bæltet er der mange stejle kystskrænter.

## Naturen
Lillebælt er et beskyttet vådområde med særlig betydning for fugle og den centrale del er underlagt Ramsar-konventionen. og er udpeget som Natura 2000-område nr. 112 Lillebælt. Udpegningen af Lillebælt til et Ramsarområde skete for at sikre bedre vilkår for ynglende og trækkende fugle, her kan kan specielt nævnes arter som; sangsvane, havørn, rørhøg, plettet rørvagtel, engsnarre, klyde, brushane, mosehornugle, fjordterne, havterne, dværgterne, bjergand, edderfugl, hvinand og toppet skallesluger.
Bæltet er hjemsted for flere tusinde marsvin, som er den eneste fastboende hval i indre danske farvande.
De store dybder tiltrækker mange fisk som torsk,sild og havørred, og Lillebælt er et mål for lystfiskere.

### Hvalfangst i Lillebælt
Fra Middelalderen til slutningen af 1800-tallet var de lokale fiskere også hvaljægere eller mere præcist marsvinsjægere. Den lille hval, marsvinet (Phocoena phocoena) trækker om vinteren op gennem de danske bælter og sunde, og her kunne marsvinsjægerne lægge deres både i kæde over det snævre Lillebælt. Ved at slå med grene i vandoverfladen kunne jægerne drive marsvinene ind på lavvandede områder, hvor de blev slagtet. Tran fra hvalerne blev brugt til belysning ude og inde. Fremkomsten og udbredelsen af elektricitet til belysningsformål underminerede økonomien i marsvinejagten. Under de to verdenskriges mangelsituation genoptoges marsvinejagten for en kort bemærkning. I vinteren 1854 – 55 blev der fanget 1.742 marsvin, men ellers udgjorde en vinters fangst 700 – 800 dyr. Marsvinsjægerne var organiseret i et lav, hvis først kendte skrå er fra 1593. Lavet blev ophævet efter kongelig resolution af 4. maj 1899. Det nuværende Marsvinelav er en lokalhistorisk og selskabelig forening.

## Befolkningen i området
Området brugtes af folk fra jægerstenalderen, der først jagede urokse og rensdyr i tunneldalene og forskelligt vildt i skovene.
De klimatiske og geologiske ændringer medførte indvandring af nye dyre- og plantearter og bevirkede, at fiskeri i fjordene og de tilstødende åsystemer blev en vigtig fødekilde. Ca. 4.000 f.Kr. steg temperaturen igen og tragtbægerkulturen vandt indpas. Der er gjort mange arkæologiske fund fra tragtbægerkulturen i området og mange fra yngre stenalder perioden. Mange arkæologiske fund fra disse perioder  viser Lillebæltsområdets vigtige geografiske placering i forhold til Østersøområdet og Nordeuropa. Igennem bronzealderen, jernalderen og vikingetiden, steg handlen med andre folkeslag og bosættelserne blev mere permanente og større. I 1300-tallet fik byerne Kolding og Vejle købstadspriviligier og er områdets to nuværende største byer.

## Infrastruktur
Der har været forskellige færgeoverfarter på Lillebælt gennem tiderne, her kan nævnes Snoghøj-Middelfart, der blev afløst af Fredericia-Strib, hvor Danmarks første jernbanefærge blev sat ind i 1872 Denne overfart blev nedlagt efter den første Lillebæltsbros indvielse i 1935. I dag er der ingen færgeoverfarter, og al trafik over bæltet sker via to broer: Lillebæltsbroen (1935) fører landevejen og togtrafikken over, mens Lillebæltsbroen (1970) fører motorvejen E20 over.